# Deutsche Männer-Feldhandballnationalmannschaft
Die deutsche Männer-Feldhandballnationalmannschaft vertrat Deutschland bei Länderspielen und internationalen Turnieren.
Der größten Erfolg war der Olympiasieg 1936 und die fünf Weltmeistertitel (1938, 1952, 1955, 1959 & 1966).

## Olympische Spiele
Die deutsche Handballnationalmannschaft nahm an der einzigen Austragung, in der Feldhandball gespielt wurde, teil.
| Jahr | Austragungsort          | Teilnahme bis… | Ergebnis                  | Medaille      |
| ---- | ----------------------- | -------------- | ------------------------- | ------------- |
| 1936 | Berlin, Deutsches Reich | Endrunde       | Deutsches Reich 6. Punkte | Olympiasieger |

## Weltmeisterschaften
| Jahr | Gastgeberland   | Teilnahme bis…            | Ergebnis                     | Rang                      | Bemerkungen und Besonderheiten |
| ---- | --------------- | ------------------------- | ---------------------------- | ------------------------- | --- |
| 1938 | Deutsches Reich | Finale                    | Deutsches Reich 23:0 Schweiz | Weltmeister               | |
| 1948 | Frankreich      | nicht teilnahmeberechtigt | nicht teilnahmeberechtigt    | nicht teilnahmeberechtigt | Nach dem Zweiten Weltkrieg war noch kein neuer Handballverband gegründet worden, der Deutschland bei der IHF hätte vertreten können. |
| 1952 | Schweiz         | Finale                    | Deutschland 19:8 Schweden    | Weltmeister               | Gesamtdeutsche Mannschaft |
| 1955 | BR Deutschland  | Finale                    | Deutschland 25:13 Schweiz    | Weltmeister               | Gesamtdeutsche Mannschaft |
| 1959 | Österreich      | Finale                    | Deutschland 14:11 Rumänien   | Weltmeister               | Gesamtdeutsche Mannschaft |
| 1963 | Schweiz         | Finale                    | DDR 14:7 BR Deutschland      | Vizeweltmeister           | |
| 1966 | Österreich      | Platzierungsrunde         | BR Deutschland 9. Punkte     | Weltmeister               | |